# Vista Santa Rosa (Kalifornija)
Vista Santa Rosa je naseljeno područje za statističke svrhe u američkoj saveznoj državi Kalifornija. Prema popisu stanovništva iz 2010. u njemu je živjelo 2.926 stanovnika.